# 학공치

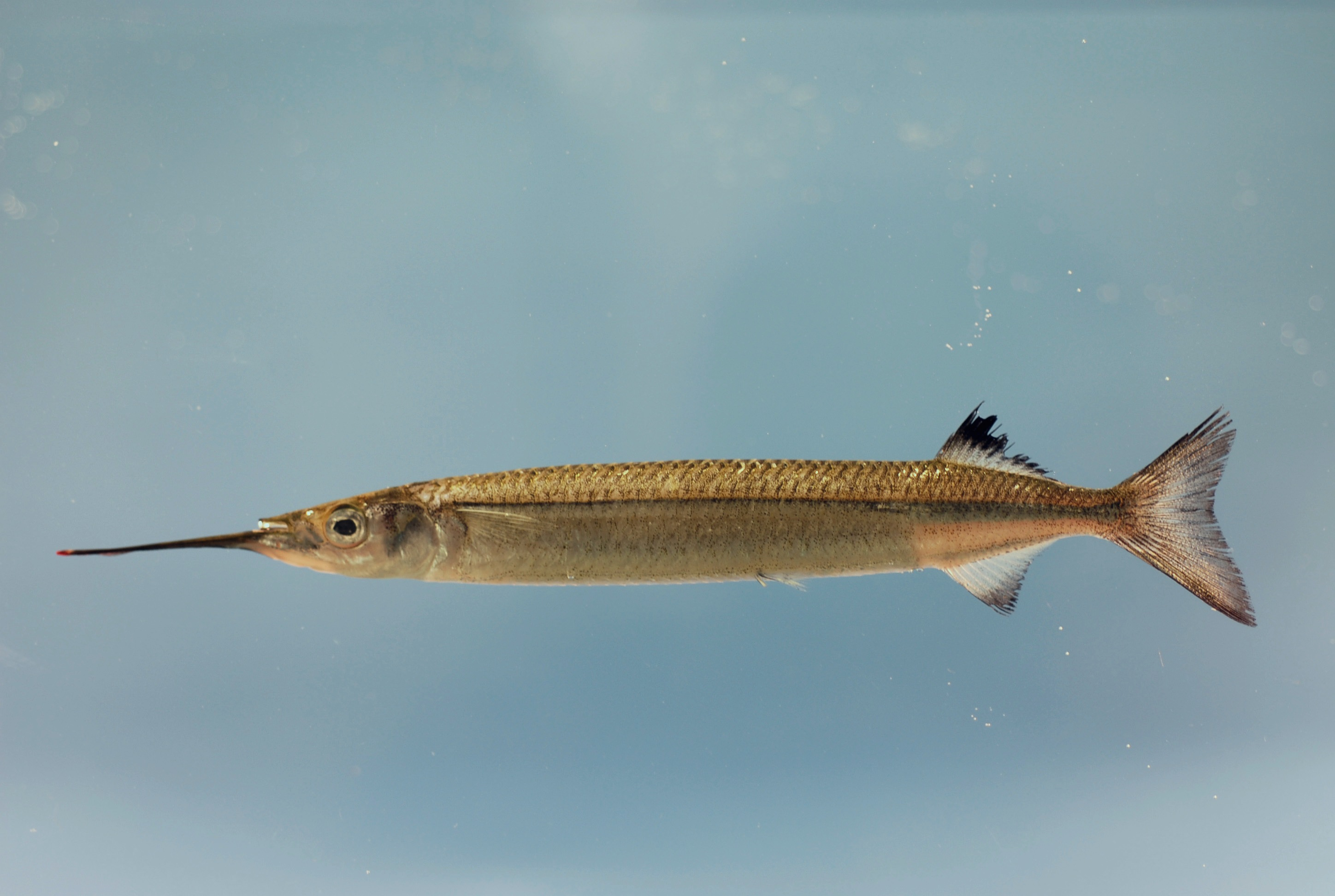

학공치는 동갈치목에 속하는 물고기로, 연안의 해면 가까이에 서식하는 속하는 가늘고 긴 식용 물고기이다.

## 특징
길이는 최대 40cm 정도 같은 동갈치목의 꽁치와 비슷한 가늘고 긴 체형을 하고 있다. 입이 학처럼 길게 뻗어있어 '학공치'라는 이름이 붙었다. 학공치의 일반적인 특징으로 아래턱이 길게 나와있고 윗턱은 작은 삼각형 밸브 모양인데, 이와 같은 불균형한 모양의 이유는 알려져있지 않다. 단, 같은 날치상과의 날치류도, 치어 때 이와 비슷하게 아래턱이 자라는 것으로 알려져있다. 이 아래턱 끝부분은 빨간색이다. 등은 청록색이지만 배쪽은 은빛 광택을 띄고 있고, 근육은 반투명이다.
복막은 검은색을 띄고 있는데, 이것은 근육이 반투명 빛을 투과하기 쉬운 물고기를 잘 볼 수있는 현상으로, 아마도 복강 내에 빛이 침투하지 못하게 적응 것으로 보인다. 마찬가지로 복막이 검은 잉어과 민물하쿠렌은 성장에 따라 음식이 동물성 플랑크톤에서 식물성 플랑크톤으로 이행하는시기에 급속하게 복막이 검은색으로 변하는 것으로 알려져 있지만, 이 이행시기에 강한 광선을 받으면 소화관에 가져온 식물성 플랑크톤이 광합성을 일으켜 산소기포가 발생하고 위장이 부풀어 올라 수면에 배를 위로 뜨는 등의 문제가 발생하는 것으로 보고되고있다. 학공치도 이와 같이 성장함에 따라 해초도 먹게되기 때문에, 또는 섭식하는 해초의 광합성을 억제하는 의미가 있을지도 모른다. 단백질과 비타민 B12가 많아 어린이 성장 발육에 인기가 높다.

## 분포
해안성으로, 사할린 서쪽에서 대만에 걸친 북서 태평양, 동해, 황해, 발해만 등 육지 근해에 분포한다. 해면 가까이에 무리를 지어 헤엄치며 동물성 플랑크톤을 포식하고 떠다니는 해초 조각을 먹는다. 위험을 느끼면 공중으로 점프하기도 한다. 민물에는 살지 않는다. 4월 중순부터 8월 중순까지가 산란기이고 무리 조장에 비집고 들어가, 송사리알과 비슷한 직경 2mm 정도의 굵은 알을 해초 에 붙인다. 부화 직후의 새끼는 길이 7mm 정도로 이것이 2.5cm 정도 성장하면 아래턱이 커지기 시작한다. 하악 일단 성어보다 길이보다 길게 되면 점차 신체의 다른 부분의 성장이 현저하게 되어, 길이 27cm 정도가되면 거의 성어와 같은 비율된다. 수명은 2년 정도이다.

## 어획
봄부터 가을에 걸쳐 어획되지만, 제철은 3월부터 5월까지이다.
중국에서는 산동에서 침랭어(针凉鱼), 마보어( 马步鱼 )라고 칭하고, 발해만과 서해에서 어획되어 유통된다. 중국의 표준 명은 소린적(小鳞鱵)이다.

## 음식
생선회, 초밥, 튀김, 구이, 건어물 등으로 요리되는 고급 생선으로 취급된다. 생선회 등 비가열 조리 때 소금을 뿌리면 특유의 단맛이 돋보이는 것으로 알려졌다. 낚시꾼들이 좋아하기도 한다.